# Stadion Saraburi
Stadion Saraburi (taj. สนามกีฬากลางจังหวัดสระบุรี) – stadion piłkarski w Saraburi o pojemności 5000, 6000 lub 7000 widzów. Swoje mecze rozgrywają na nim Osotspa Saraburi F.C. i Saraburi F.C.

## Przypisy

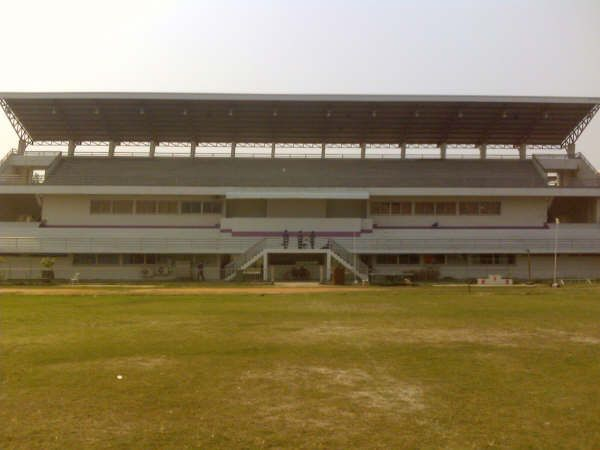
Stadion Saraburi, trybuna główna